# Ærøskøbing Kirke
Ærøskøbing Kirke er en kirke fra 1758 i Ærøskøbing på Ærø.
Den hvidkalkede kirke med kobbertækkede lanternespir nær Torvet er den tredje på stedet. Formodentlig har der ligget en trækirke, som er revet ned til fordel for en kirke opført omkring 1250 af utilhugget granit og træ, som blev nedrevet 1756 på grund af for dårlig stand.
Kirken er 44 m lang og 16 m i bredden udvendig, opført af gule mursten, som er kalket. Sokkelen er lavet af rå kløvet kamp. Tårnet er 16 m højt og Kirkens tag som oprindelig var tækket med bly, fik 1868 kobberpander, tårnuret er fra 1855 og kirkefløjen fra 1852.
I våbenhuset ses et gammelt rigsvåben over hvælvingen, som mangler vildmændene, men er ellers intakt. I våbenhuset står endvidere tre gamle ligsten, to uden navn, men med billeder, der forestiller Kristus på Korset og Opstandelsen. Den tredje bærer navnene Las Henrichsen og Maren Lasses. Endvidere ses en mindesten over en Ærøboer, der omkom under den 2. verdenskrig.
Kirkerummet, der har plads til ca. 400 kirkegængere, er ændret flere gange. Tre gotiske hvælvinger blev i 1894 erstattet af en tønderformet hvælving af træ, som igen i 1950 blev forandret til en halvcirkelformet hvidkalket hvælving.
En del af inventaret er ældre end kirkebygningen og er formentlig overflyttet fra den gamle kirke. Granitdøbefonten er antagelig fra den tidligere kirkes byggeår 1250, og prædikestolen er et renæssancearbejde fra 1634, skænket af hertug Philip af Lyksborg, der 1633 arvede Ærøskøbing købstad med ladegården. Altertavlen fra 1821 i nyklassicistisk stil med korintiske søjer fra 1821, er en kopi af Eckersbergs "Jesus i Getsemane" i Vor Frue kirke i Svendborg.
Kirken har formodentlig på grund af Ærøskøbings gamle søfartstraditioner fire kirkeskibe. Øverst oppe i kirkerummet hænger barken "Pax" (1937) og jagten "Håbet" (1940), der begge er skåret og skænket af maskinchef Jørge Svarre. Nederst til højre ses fuldskibet "Deus regit" skåret 1896 af af Krydstoldbetjent Kisbye. Nederst til venstre ses den engelske klipper "Thermopylæ", skåret af skibsbygmester Gorm Clausen.
Kirkens farvesætning (inklusive blomstermotiverne) er udført af kirkemaler Einar V. Jensen i forbindelse med en omfattende restaurering i 1950. Orgelet fra 1880 har 16 stemmer og er bygget af Marcussen & Søn, Orgelbyggeri A/S, Aabenraa.
Kirkegården i Ærøskøbing blev i 1806 flyttet til "Statene" i den nordlige del af byen.